# サポゲニン

フェヌグリークにみられるサポゲニンであるヤモゲニンの化学構造

サポゲニン（Sapogenin）は、サポニンのアグリコン（非糖部分）である。サポゲニンは、ステロイド骨格またはトリテルペン骨格を含むのが特徴である。ステロイド骨格を持つサポゲニンとしては、例えば Chlorophytum arundinaceum の塊茎から単離されたチゲニン、ネオギトゲニンおよびトコロゲニンがある。ステロイド型サポゲニンには、ステロイドホルモンの半合成において、実用的な原料物質として有益なものもある。
サポゲニンとしては、この他にジオスゲニンやヘコゲニンなども知られる。